# Khu kinh tế cửa khẩu An Giang
Khu kinh tế cửa khẩu An Giang được thành lập vào đầu năm 2008 trên cơ sở ba khu vực cửa khẩu đều thuộc tỉnh An Giang là Tịnh Biên, Vĩnh Xương và Khánh Bình được hình thành từ đầu thập niên 2000 .

## Vị trí
- Khu vực cửa khẩu Tịnh Biên rộng gần 92,3 km² thuộc địa bàn các phường Tịnh Biên, Nhơn Hưng, An Phú, Nhà Bàng và xã An Nông (thị xã Tịnh Biên), sát cửa khẩu quốc tế Tịnh Biên (nối với cửa khẩu Phnom Den, tỉnh Takeo, Campuchia). Quốc lộ 91 của Việt Nam và Quốc lộ 2 của Campuchia nối với khu vực này.
- Khu vực cửa khẩu Vĩnh Xương của khu kinh tế cửa khẩu An Giang rộng gần 99 km² thuộc địa bàn các xã Vĩnh Xương, Phú Lộc, Vĩnh Hòa, Tân An, Long An thuộc thị xã Tân Châu, sát cửa khẩu quốc tế Vĩnh Xương (nối với cửa khẩu Kaosamnor của Campuchia). Tuyến giao thông chính giữa hai nước Việt Nam - Campuchia qua khu vực này là sông Mê Kông (sông Tiền).
- Khu vực Khánh Bình bao gồm cửa khẩu quốc gia Khánh Bình và cửa khẩu Bắc Đai thuộc xã Nhơn Hội cùng ở huyện An Phú. Khu vực này rộng 87 km² bao gồm các xã Khánh An, Khánh Bình, Quốc Thái, Nhơn Hội, Phú Hữu. Sông Bình Di đi qua cửa khẩu, làm ranh giới tự nhiên giữa Việt Nam với Campuchia.

## Quy hoạch
Hiện các khu vực trên vẫn còn trong tình trạng đang được quy hoạch và phát triển. Dự kiến, mỗi khu vực sẽ gồm các phân khu sau: khu kho ngoại quan, khu thương mại, khu triển lãm-trưng bày, khu công nghiệp, khu đô thị, v.v... Khu vực Tịnh Biên được coi là trọng tâm của khu kinh tế cửa khẩu An Giang .
Cơ sở hạ tầng giao thông tại đây đang được quan tâm nâng cấp bao gồm việc xây dựng cầu qua sông Bình Di, cải tạo các tỉnh lộ 956, tỉnh lộ 957.